# Hyalornis brunnea
Hyalornis brunnea är en fjärilsart som beskrevs av W. Warren 1897. Hyalornis brunnea ingår i släktet Hyalornis och familjen mätare. Inga underarter finns listade i Catalogue of Life.